# 미즈하라 시게루
미즈하라 시게루(일본어: 水原 茂, 1909년 1월 19일 ~ 1982년 3월 26일)는 일본의 전 프로 야구 선수이자 야구 지도자, 야구 해설가·평론가이다. 가가와현 다카마쓰시 출신이며 현역 시절 포지션은 내야수였다. 1955년부터 1959년까지는 미즈하라 노부시게(水原 円裕)라는 등록명을 사용했다.

## 개요
현역 시절에는 도쿄 교진군(1947년부터 요미우리 자이언츠)에서 활약했으며 은퇴 이후에는 요미우리, 도에이 플라이어스, 주니치 드래건스의 감독을 역임했다. 요미우리 감독 재임 11년 동안 8차례의 리그 우승과 4차례의 일본 시리즈 우승을 경험한 명장이며 센트럴 리그와 퍼시픽 리그의 양대 리그에서 일본 시리즈 정상에 오른 이력도 있다(센트럴 리그에서는 요미우리, 퍼시픽 리그에서는 도에이).

## 인물
어릴 때 부모가 이혼하여 아버지가 사위가 되면서 재혼한 것이 ‘미즈하라’(水原)라는 성이 됐다고 한다. 야구를 시작한 것도 집안 환경으로부터의 기분 전환이었다고 한다.

### 현역 시절
구제 가가와 현립 다카마쓰 상업학교(현: 가가와 현립 다카마쓰 상업고등학교) 시절에 선배인 미야타케 사부로(후의 한큐 브레이브스 초대 주장)와 함께 고시엔 대회에 출전하여 투수와 3루수로 이름을 날렸다. 고시엔에서는 1925년 하계 대회(제11회 전국 중등학교 우승 야구 대회)과 1927년 하계 대회(제13회 전국 중등 학교 우승 야구 대회) 등 두 차례나 전국 우승을 차지했다. 이후 미즈하라와 미야타케는 게이오기주쿠 대학에서 선·후배 관계로 이어졌을 뿐만 아니라 팀 동료로서도 돈독한 관계를 맺었다. 게이오기주쿠 대학 시절에는 도쿄 6대학 야구 연맹의 스타 선수로서 인기를 얻어 춘·추계 리그 통산 5번의 우승을 차지했다. 그러나 ‘사과 사건’과 마작 도박 등에 연루돼 야구부에서 제명됐다. 타자로서 리그 통산 63경기에 출전해 193타수 48안타, 타율 2할 4푼 9리, 24타점을 기록했고 투수로서는 통산 30경기에 등판해 13승 8패의 기록을 남겼다. 야구부에서는 제명 처분을 받았지만 미즈하라는 이후 게이오기주쿠 대학의 게이오 스포츠 신문 협회가 발행하는 학생 신문인 ‘게이오 스포츠’의 제자를 담당했다.
와세다 대학의 미하라 오사무와는 프로로 진출한 후에도 라이벌 관계를 형성해 일본 시리즈에서 자주 맞붙은 적이 있다. 특히 1955년부터 1957년에 걸쳐 3년 연속으로 미즈하라가 이끄는 요미우리와 미하라가 이끄는 니시테쓰 라이온스가 일본 시리즈에서 대전해 이를 ‘간류섬의 대결’이라고도 하였다(자세한 내용은 후술). 1931년 6월 14일에 와세다 대학과 게이오기주쿠 대학의 정기전인 소케이센 2차전에 등판했을 당시 미하라가 미즈하라를 상대로 홈스틸을 성공하면서 와세다 대학에 승리를 가져다 주었고, 이 날의 홈스틸은 소케이센 역사상 최고의 명장면 중 하나로 남아 있다.
미즈하라는 1931년과 1934년의 메이저 리그 선발팀이 일본에 방문했을 당시 전일본팀에 선정됐다. 1936년 가을 경에 도쿄 교진군(요미우리 자이언츠의 전신)에 입단하여 마에카와 하치로를 대신해서 주전 3루수로 활약했다. 이후 상위 타선인 2번 또는 3번 타자 활약하면서 1937년 추계 리그에서는 타율 0.290, 31타점으로 모두 팀내 2위를 기록했다. 더욱이 사와무라 에이지가 징집으로 인해 퇴단한 1938년 추계 리그에서는 투수도 맡았고, 빅토르 스타루힌에 이어 8승(2패)을 거두며 평균 자책점 1.76으로 리그 2위에 올랐다. 1939년부터는 주장을 맡아 1940년에 베스트 나인, 1942년에는 징집으로 인해 시즌 도중이던 8월에 중도 이탈했음에도 불구하고 인망이 있었다고 해서 최고 수훈 선수로 선정되는 영예를 안았다.
전쟁과 관련해서는 징집돼서 아시아 대륙으로 건너가 시베리아 지역에 억류당했다. 1949년 7월 20일 마이즈루항에 귀국하여 나흘 뒤인 10시 30분, 열차가 도쿄역에 도착하자마자 내린 뒤 곧바로 고라쿠엔 구장에 가서 그곳에서 열리는 다이에이 유니온스와의 경기(더블헤더)를 앞두고 “미즈하라 시게루, 지금 돌아왔습니다”라는 말로 팬들에게 보고를 했다. 미즈하라는 이미 40세가 됐지만 팬들로부터 미즈하라의 플레이하는 모습을 보고 싶다는 말을 들은 요미우리 본사의 요청에 따라 현역에 복귀했다. 하지만 시베리아 억류 중 극도의 영양실조에 시달린 적이 있어서 신체가 쇠약해진 상태에서 복귀한 시즌에는 공식전에 출전하지 않았고 1950년에 양대 리그 제도가 도입되면서 감독이 된 그 해에 감독 겸임이 됐지만 겨우 7경기 출전에 그쳤다.

### 요미우리 자이언츠 감독
1949년 시즌 종료 후 요미우리의 선수들이 미하라 감독에 대한 배척 소동을 일으켜서 그 흐름에 휘말려 12월 31일에 제7대 감독으로 부임하게 됐다. 1949년에 팀을 전후 첫 우승으로 이끈 미하라는 총감독으로 밀려났다. 이것은 미하라의 미즈하라에 대한 취급에 대해서 불만을 갖고 있던 선수들 대다수가 쿠데타를 일으켜 사실상 지휘권을 빼앗았다는 것이 정설로 돼있다. 하지만 미즈하라 본인은 모의에 참여하지 않았고, “우승으로 이끈 감독이 그만두게 되는 것은 비논리적이다”라고 말하며 감독 취임에 반대하고 있었다고 한다.
선수 겸임 감독이었던 1950년에는 3위로 시즌을 끝냈지만 1951년부터 1953년까지 리그 3연패와 일본 시리즈 3연패를 동시에 달성하면서 요미우리의 ‘제2기 황금 시대’를 열었다. 당시 팀에는 요나미네 가나메, 가와카미 데쓰하루, 치바 시게루, 히로타 준, 벳쇼 다케히코 등 유명한 선수들이 있었다. 하지만 1954년에는 스기시타 시게루를 필두로 한 주니치 드래건스에게 밀려 2위를 차지했다.

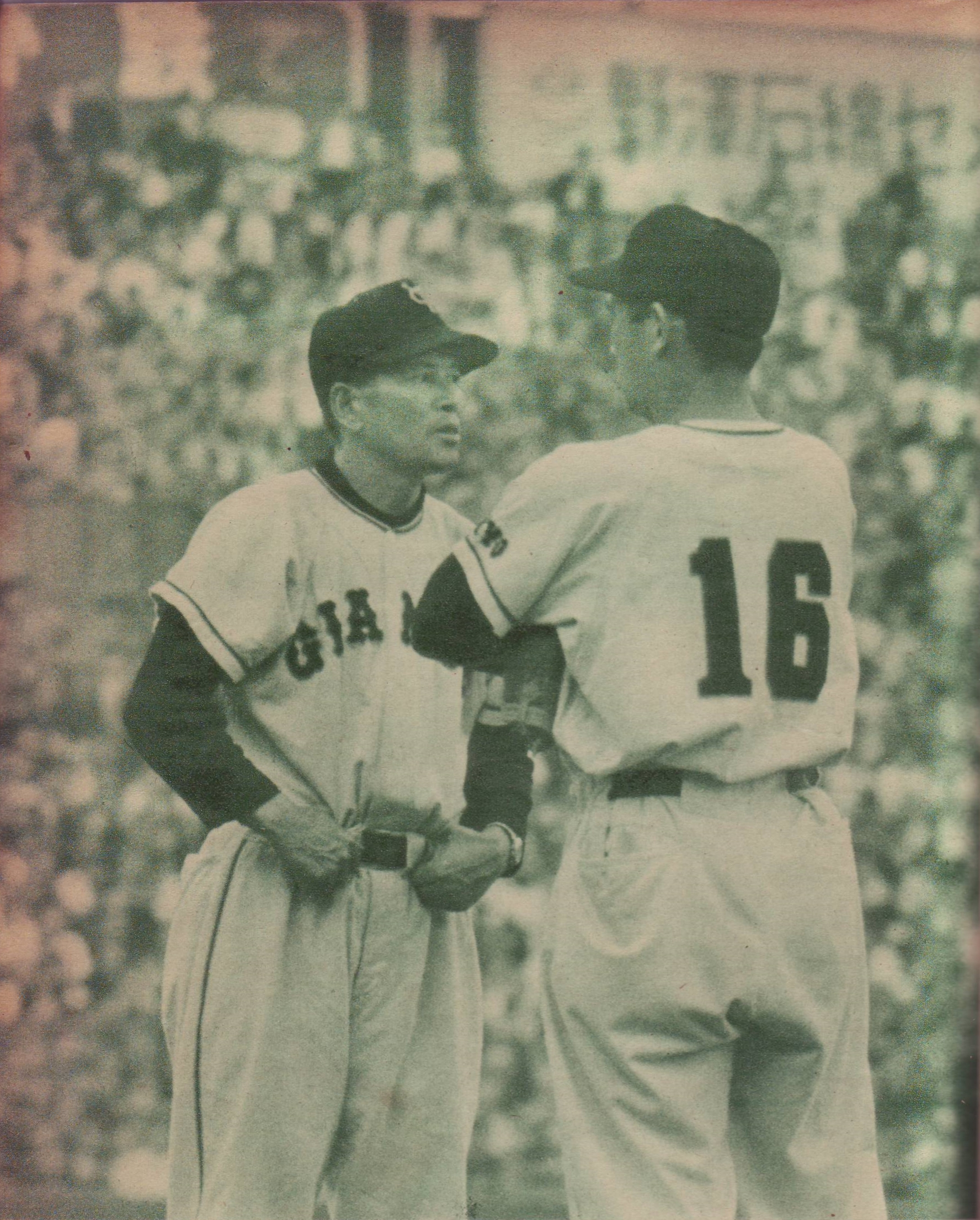
요미우리 감독 시절의 미즈하라, 오른쪽은 가와카미 데쓰하루(1956년)

이 기간 동안 미즈하라의 감독 취임 4년째인 1953년부터 유니폼에 검은색과 주황색의 팀 컬러를 도입했다(메이저 리그의 뉴욕 자이언츠를 모델로 삼았다). 1955년에는 다시 독주하여 리그 우승을 달성했고 같은 해 일본 시리즈에서 난카이 호크스와의 네 번째 대전이 성사됐다. 요미우리는 1차전에서 승리했지만 2차전부터 내리 3연패를 당해 일본 시리즈에서 처음 강수를 두었다. 미즈하라는 5차전에 들어가기 전 포수를 히로타 준에서 후지오 시게루, 2루수를 치바 시게루에서 나이토 히로후미, 좌익수를 히가사 가즈오에서 가쿠라이 미노루를 기용하는 등 젊은 선수들을 발탁하는 강수를 두었고 이 선수들의 활약으로 3연승을 기록하여 역전해 일본 시리즈 정상에 올랐다. 1955년 오프에 구단 사장으로 취임한 시나가와 가즈에는 미즈하라와 서로 뜻이 맞질 않아서 시나가와는 미즈하라를 ‘권위(쇼리키 마쓰타로)에 의지하는 사람’이라고 비난하자, 이에 반발한 미즈하라는 시나가와를 ‘초보인 주제에’라고 비난하는 등 두 사람과의 극한 대립에 치달은 적도 있었다.
이듬해 1956년에도 리그 우승을 달성하면서 일본 시리즈 상대는 라이벌인 미하라 오사무가 이끄는 니시테쓰 라이온스와의 맞대결이 성사되자, 이것을 언론에서(미하라의 요미우리 퇴단 경위를 근거로) ‘간류섬의 대결’이라고 선전했다. 일본 시리즈를 앞두고 요미우리가 유리할 것이라는 하마평이 나돌았지만 이나오 가즈히사, 나카니시 후토시 등 젊은 주축 선수들의 힘에 압도당해 2승 4패로 패했다. 여기서 시나가와는 세대 교체를 위한 조직의 일환으로 팀 개혁을 주장하고 나섰는데 투수 코치 다니구치 고로, 2군 감독 후지모토 히데오, 코치 우치보리 다모쓰의 경질, 히라이 사부로와 미나미무라 유코의 현역 은퇴를 근거로 내세웠다. 미즈하라는 처음엔 반대했지만 후지모토는 투수 코치, 닛타 교이치는 2군 감독, 우치보리는 2군 조감독과 코치진의 인사 이동을 단행하는 것으로 일단락됐다.
1957년에는 리그 우승을 달성했지만 일본 시리즈에서는 계속해서 니시테쓰에게 패했다. 2년 연속으로 일본 시리즈 우승을 놓치자 상대 전적이 1무 4패라는 최악의 성적으로 단 1승도 올리지 못하고 패배했기 때문에 요미우리 내부에서도 미즈하라의 감독 수완에 의문을 제기하는 비판의 목소리가 높아졌다. 시나가와 구단 사장은 후지모토 히데오, 다니구치 고로 등 일부 코치진의 해임과 히라이 사부로, 미나미무라 유코 등 베테랑 선수들을 정리하겠다는 특단의 결정을 내렸는데 이같은 시나가와의 인사 정책에 미즈하라는 강력 반발해 후지모토의 코치직 해임에 반대했다. 같은 해 12월 6일에 미즈하라는 시나가와를 직접 만나서 면담했지만 시나가와의 기분이 변하지 않았다는 것을 알아채고 “코치가 나쁜 것은 감독에게도 책임이 있다. 후지모토를 그만두게 한다면 나도 물러나겠다”라고 사의를 표했다. 요미우리 구단주였던 쇼리키 마쓰타로는 당시 국가공안위원회 위원장이라는 직책을 맡고 있었기 때문에 미즈하라를 인사원 빌딩 안에 있는 위원장실로 불러냈다. 쇼리키는 시나가와의 코치 해임 인사에 미즈하라에게 신임 코치 인선을 인정하는 것을 조건으로 받아들이도록 명령했고 결국 미즈하라는 사임을 철회했다. 하지만 이 사실을 전해들은 시나가와는 미즈하라의 태도에 격노하여 많은 기자들이 보는 앞에서 “미즈하라, 사과하게”라며 매도했는데 쇼리키의 중재로 겨우 자리를 차지했다. 이 소동을 언론에서는 ‘인사원 소동’(人事院騒動) 또는 ‘사과 사건’(謝れ事件)이라고 표현하여 대대적으로 보도했다. 결국 후지모토, 다니구치는 경질됐고 미즈하라는 현역에서 은퇴한 나카오 히로시, 히가사 가즈오를 후임 코치로 삼았다.
1958년 일본 시리즈에서는 미하라가 감독으로 있는 니시테쓰와의 세 번째 맞대결이 이뤄졌다. 1차전부터 3차전까지 3연승하여 설욕을 눈앞에 두었으나 4차전이 우천으로 취소됐다. 그러나 경기 시작 전에 비는 멈췄고 경기장의 상태는 경기를 해도 괜찮을 정도였다. 규슈 각지에서 버스로 응원하러 온 팬들을 배려해 니시테쓰측과 요미우리측은 중단 결정의 철회를 요구했으나 받아들여지지 않았다. 결국 4차전을 놓쳤으나 5차전에서는 9회에 1점 차의 리드를 지키고 있었다. 그러나 대타 고부치 다이스케의 3루 쪽 라인을 타고 날아가는 타구를 누심이었던 니데가와 노부아키가 페어로 판정한 것에 미즈하라와 3루수 나가시마 시게오가 파울이라고 항의했으나 받아들여지지 않았고 그 후 세키구치 세이지가 중견수쪽에 적시타를 때려내 동점이 되면서 연장전으로 진행됐다. 결국 10회말 이나오 가즈히사의 끝내기 홈런(일본 시리즈 사상 최초)으로 팀은 패했다. 또한 6차전에서 니시테쓰가 선발을 변경하는 행위(당시에는 경기 전날에 선발 명단을 발표했다)를 시도하자 이를 둘러싸고 양팀이 신경전을 벌였는데 커미셔너인 이노우에 노보리를 사이에 두고 태연히 앉아있는 미하라와 물고 늘어지는 듯한 표정의 미즈하라가 대치하고 있는 사진이 남아 있다. 이 소동으로 경기 개시가 늦춰지면서 본래 선발이던 후지타 모토시가 1회에 나카니시 후토시를 상대로 결승타가 되는 선제 2점 홈런과 이나오의 4연투 4연승의 활약으로 패하면서 니시테쓰에게 사상 첫 3연패 후 4연승을 허용했다. 미즈하라는 우승을 놓친 데 대한 책임으로 사의를 표명했지만 이에 대해 시나가와는 “이대로 물러서게 된다면 자네는 패배다. 이렇게 되면 어떻게든 니시테쓰를 꺾는 것이 진정한 사나이가 아닌가”라고 만류했다. 시나가와가 자신을 위로해준 것에 대해 미즈하라는 눈물을 흘리며 들었다고 한다.
1958년 시즌 종료 후 투수였던 벳쇼 다케히코가 계약을 갱신할 당시 등판 전체의 보장을 요구한 것에 대해 “선수의 기용은 감독의 전권 사항”이라고 정면으로 비판했다. 이 갈등은 언론에 크게 보도될 정도로 화제를 모았으나 벳쇼가 결국 사과하며 잘못을 인정했고 미즈하라도 가능한 만큼 벳쇼의 의사를 존중해주는 선에서 마무리됐다. 그동안 통산 294승을 거둔 벳쇼는 빅토르 스타루힌이 갖고 있던 통산 최다승 기록(303승) 경신을 목표로 하고 있었기 때문에 등판 기회를 늘리고 싶어했던 의도가 담겨있었다.
이듬해 1959년에도 리그 우승을 이끌었만 이번에는 스기우라 다다시가 소속된 난카이 호크스에게 내리 4연패를 당하며 일본 시리즈 우승 달성에는 실패했다. 일본 시리즈는 1958년 4차전부터 이듬해 1959년 4차전까지 8연패를 당하면서 요미우리 감독으로서는 하라 다쓰노리(2020년)가 9연패로 경신되기 전까지는 최악의 기록이었다.
그리고 1960년에는 미하라가 같은 센트럴 리그 소속인 다이요 웨일스의 감독으로 취임하자 언론에서는 ‘간류섬의 대결’이 다시 돌아왔다고 선전했다. 미하라는 6년 연속 최하위였던 다이요를 숙련된 선수 기용으로 팀 전력을 끌어올려 요미우리와 우승 경쟁을 펼쳤지만 요미우리는 결국 다이요에 굴복해 리그 우승을 놓치고 2위로 떨어졌다. 미즈하라는 팀의 리그 우승이 무산된 10월에 경기 종료 후 사진 기자가 집요하게 사진을 찍은 것에 불만을 품고 그 사진 기자를 폭행해 필름을 받아냈다. 그 결과 미즈하라는 5년 연속 일본 시리즈 우승을 놓치는 결과를 남겼고 쇼리키의 미즈하라에 대한 평가도 하락해 ‘그라운드에서의 치욕은 그라운드에서 갚는다’라는 명언을 남기며 그해 11월 19일에 요미우리 감독직에서 사임했다. 이는 실질적인 해임으로 같은 해 시즌 종료 후 당시 다카하시 구단 사장으로부터 해임됐다는 사실이 알려졌다. 동시에 프런트로부터 잔류 요청을 받았지만 월급은 반값인 10만 엔을 제시받자 미즈하라는 이에 불복했다. 구단에 남는다면 공로금 1천만 엔도 보장해주겠다는 제안도 들어있어서 부인과 상의했지만 부인은 ‘그런 굴욕은 없잖아요’라며 남편에게 거절하라고 했다. 결국 퇴단을 택했고 공로금은 지급되지 않았다.
요미우리의 감독을 마지막으로 지휘했던 1960년에는 투수진의 부진도 있었기 때문에 신인이던 호리모토 리쓰오를 69경기에 등판하여 29승 18패의 성적으로 대활약을 하는 등 신인왕을 차지했다. 하지만 계속되는 투구로 인하여 어깨에 무리가 갈 정도의 상태가 악화돼 투수로서 생활한 지 6년 만에 은퇴했지만 호리모토가 은퇴할 때 미즈하라는 “자네에겐 정말 미안한 일을 하고야 말았다. 내가 자네의 선수 생활을 단축시킨 것이나 마찬가지다. 좀 더 생각하고 나서 자네를 등판시켰다면 자네는 더더욱 돈을 벌 수 있었을 텐데…”라고 말했다고 한다. 호리모토는 “나는 미즈하라 감독님의 이 한마디에 마음의 짐을 덜었다”라고 말했다. 당시 요미우리의 선수였던 히로오카 다쓰로는 한 두 명의 걸출한 선수에 의존하는 것이 아니라 장기적으로 내다보고 투수진의 정비와 기용이 필요하다고 기술했다.

### 도에이 플라이어스 감독

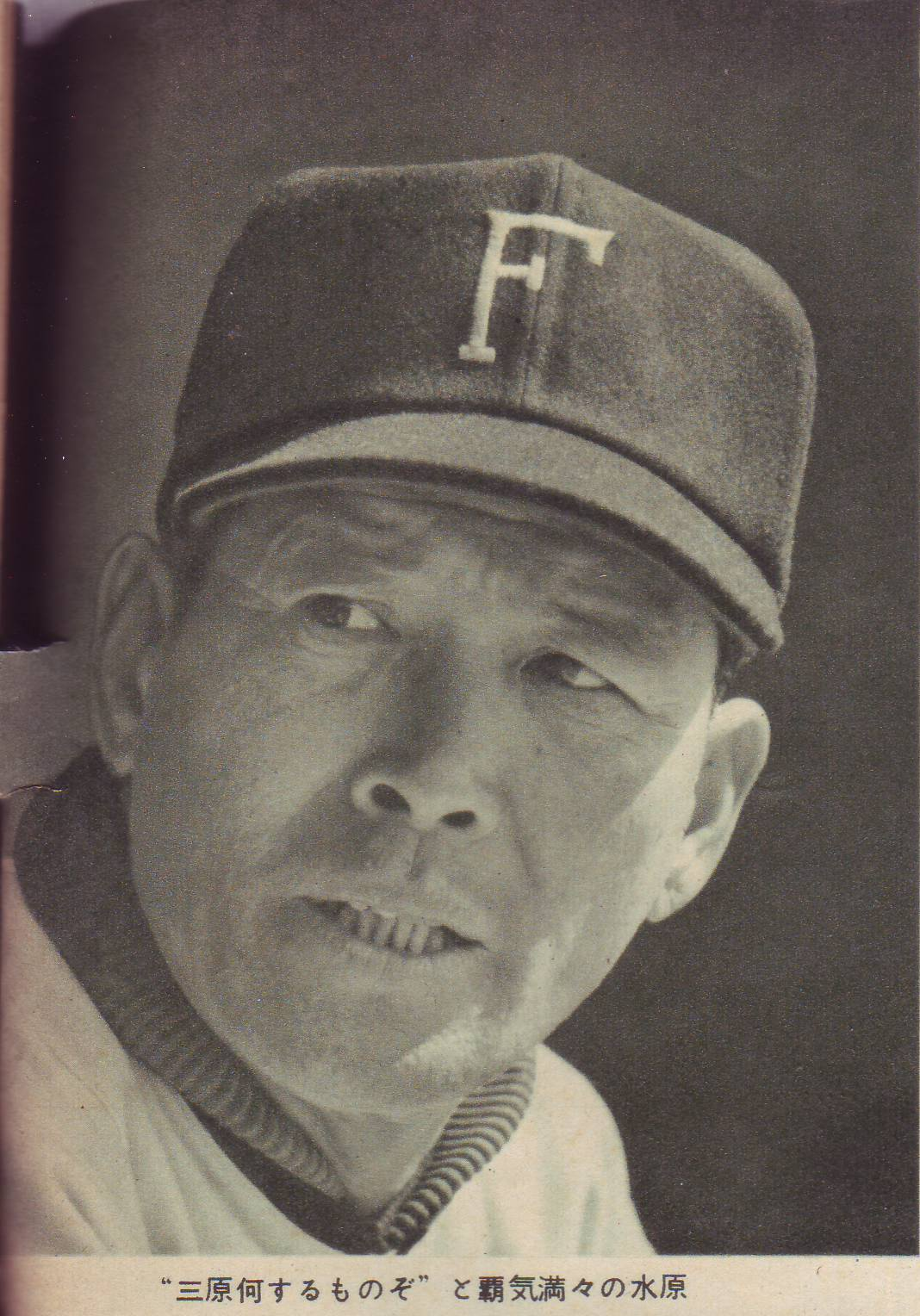
도에이 플라이어스 감독 시절(1961년)

1960년 12월 8일 도에이 플라이어스의 구단주인 오카와 히로시로부터 “돈은 내지만 입은 내지 않는다”라는 설득을 받고 도에이의 감독으로 취임했다. 도에이는 당시에 만년 B클래스에 머무르고 있었지만 미즈하라는 취임 1년 만에 난카이와 시즌 막판까지 우승 경쟁을 펼치며 팀을 2위로 끌어올렸다. 미즈하라는 부임과 함께 유니폼을 스스로 디자인하고, 머릿 글자인 ‘F’를 날아가는 새를 본떠 디자인해서 메인 로고로 채택하는 등 세련된 것으로 변경시켰다. 이 유니폼은 요미우리와 비슷한 색채(모자·언더 셔츠 등의 색상은 요미우리의 흑·갈색에 이은 암갈색)와 닮았다는 것과 미즈하라가 요미우리 시절과 마찬가지로 3루 코치도 겸임하고 있었기 때문에 “요미우리의 미즈하라 아닌가?”라고 착각한 팬들도 적지 않았다고 한다.
그때까지 도에이는 당시 만년 B클래스에 머물 정도로 침체에 빠졌지만 1961년에 미즈하라는 취임 1년 만에 난카이 호크스와 시즌 막판까지 우승 경쟁을 벌이며 2위에 올라섰다. 작년 시즌에 9승을 올렸지만 쇼트 릴리프가 중심이었던 구보타 오사무를 도바시 마사유키가 선발한 다음날에 등판시켜 25승, 독불장군인데다 과격한 성격을 가진 야마모토 하치로에 대해 예외로 취급하지 않고 “프로 야구란 팀이 이기지 않으면 아무 것도 되지 않는다. 홈런왕, 수위 타자를 아무리 잡아도, 20승을 해도 팀이 B클래스인 상태에서는 월급이 오르지 않는다. 어떻게 일치단결하고 매진할 수 있느냐, 어떻게 팀을 위해 자신을 희생하느냐다”라고 조언했다. 하리모토 이사오는 ‘역시 전혀 다르다고 생각했다’라고 회고했다. 그해 9월 초 기세가 꺾인 난카이를 제치고 선두로 올라섰으며 한 번은 첫 우승을 눈앞에 뒀다. 하지만 우승 경쟁에 익숙하지 않은 탓인지 수비에서 실책을 연발하는 등 악재가 속출했고 최종적으로 난카이에게 우승을 허용했다. 83승 5무 52패의 승패마진 +31은 구단 역사상 최고 성적이며 하리모토가 수위 타자, 도바시가 30승, 구보타가 25승, 사이온지 아키오는 리그 최다인 97득점, 부스지마 쇼이치도 리그 최다인 11개의 3루타를 기록하는 등 투타가 맞물리기 시작했다.
1961년 연말에는 대대적인 전력 보강을 단행하여 나미쇼 고등학교 2학년이던 오자키 유키오를 중퇴시켜 획득했고 소케이센에서 활약한 안도 모토히로, 릿쿄 대학의 아오노 슈조, 시바우라 공업대학의 이와시타 고이치 등을 영입했다. 오자키는 에이스로서 활약했고 아오노와 이와시타는 2-유간(키스톤 콤비)을 맡아 주전이 되는 등 전력 보강에 성공했다. 1962년에 하리모토는 타율 0.333(리그 4위), 31홈런, 99타점(모두 리그 2위)을 기록하여 MVP를 석권한 것을 비롯해 구보타는 평균 자책점 2.12로 최우수 평균 자책점, 오자키 유키오는 시즌 20승을 거두어 신인왕을 각각 차지하는 등 주력 선수들의 활약으로 팀은 리그 우승을 차지했다. 같은 해 일본 시리즈에서는 후지모토 사다요시가 이끄는 한신 타이거스를 상대로 맞붙었는데 1, 2차전에 연패를 당하여 자신으로선 일본 시리즈 10연패가 됐지만 3차전에서는 무승부로 끝나고 4차전부터 4연승을 기록하여 일본 시리즈 정상에 올랐다. 1차전과 2차전에 선발 등판했던 도바시는 3차전 이후에 구원으로 되돌아와 2승을 올려 다네모 마사유키와 함께 MVP를 공동으로 획득했고 3차전부터는 데이터 연구에 능했던 안도 준조에서 다네모로 포수를 바꾸게 되면서 다네모는 과감한 리드로 투수의 힘을 끌어내는 것 외에도 팀 승리에 결정짓는 강한 타격을 날렸으며 7차전에서는 주포인 하리모토를 대수비 요원과 교체 투입시키는 등 비정한 지휘로 팀을 이끌었다. 이후 1967년까지 감독을 맡았고 그 사이 A클래스를 지켰다. 하리모토는 미즈하라에 대해 “나는 항상 말하지만 80년 이상 프로 야구 역사 중에서 명장이라고 말할 수 있는 건 미하라 오사무, 미즈하라, 쓰루오카, 가와카미 데쓰하루 이렇게 네 사람을 꼽을 수 있다. 우승하고 그 후에 전력을 더욱 더 올리고 싶지 않았던가. 보강도 하고 싶고, 그러기 위해서는 돈도 쓰고 싶고. 쓸데없는 돈이 아닌거니까. 그런데도 구단이 이를 귀 기울이지 않았기 때문에 미즈하라 감독이 팀을 떠난 거였다. 도에이에서 7년 동안 계시고 마지막 2년 정도 참았다고 했다”라고 회고했다.
1965년 무렵, 시범 경기를 치르기 위해 대한민국에 원정을 갔다. 그 경기 중에 오스기 가쓰오가 대한민국의 아마추어 팀을 관장하는 지역 심판의 노골적인 행동을 한 심판에게 화를 내며 욕설을 날리자 오스기를 불러내자마자 뺨을 때렸다. 이를 본 대한민국 관중들은 미즈하라의 행동에 심복을 운했다.
1965년에 미즈하라는 주전 포수로 자리 잡은 백인천을 이듬해인 1966년에 외야수로 전향시켰다. 1967년에는 신인이던 오시타 쓰요시를 주전 유격수로 발탁하여 오시타 자신도 ‘아저씨(미즈하라 감독)에게 감사하고 있다’라고 말했다.
부스지마 쇼이치는 미즈하라에 대해서 다음과 같이 말했다.
미즈하라는 승부사라고 할까, ‘이기기 위해 어떻게 하면 좋을까?’라고 생각하는 것이 제대로 돼있었다. 그런 사람이 와서 처음으로 팀워크와 승리에 대한 집념이 생긴다는 느낌이었다. 그리고 그 위에 세세한 야구를 쌓았다. 그 때까지는 비교적 자유롭고, 대략적인 야구였다.
 — 부스지마 쇼이치
도바시 마사유키도 다음과 같이 말했다.
미즈하라는 피도 없고 눈물도 없는 감독이었다. 하지만 감독은 그 정도가 아니면 안된다. 우승할 수가 없다. 나는 결혼 중매를 미즈하라로부터 받았지만 시즌 중 미즈하라와 대화도 없었고 한 번도 칭찬받은 적이 없다.
 — 도바시 마사유키
1967년 11월 25일에 구단주 오카와로부터 감독 해임 통보를 받았다.

### 주니치 드래건스 감독
1968년 11월 6일에 주니치의 감독으로 취임한 이후 1969년부터 1971년까지 맡게 됐다(3년차인 1971년에 62세로 개막을 맞이한 시즌의 감독 재임은 2011년 다카기 모리미치가 취임할 때까지 주니치 구단 역사상 최고령 감독이었다). 취임 시에는 주쿄권 재계의 요인을 복수로 거느리고, 그 일이 구단 내에서의 입지를 강하게 했다. 재임 중에는 각각 4위, 5위, 2위를 기록하며 우승을 이루진 못했지만 호시노 센이치, 시마타니 긴지, 야자와 겐이치 등과 같은 젊은 선수의 육성에 심혈을 기울여 코치로 지원해 자신의 후임 감독이 되는 요나미네 가나메에 의해서 요미우리의 10년 연속 리그 우승을 저지하게 되는 1974년 리그 우승의 발판을 마련했다. 그런 한편으로 취임 1년 차에 갈등을 빚었던 에토 신이치를 팀에서 방출시켰다.
미즈하라의 밑에서 프로로 변신한 호시노가 신인 시절이던 1969년 어느 날 요미우리와의 경기에서 패전 투수가 됐다. 호시노는 코치진에게 “내일도 던지게 해주십시오. 반드시 복수하겠습니다!”라며 호소했다. 코치진은 연속투구에 난색을 표했으나 미즈하라는 “호시노가 던지고 싶다고 하잖아. 던지게 해줘라!”라고 말해 다음 날의 요미우리전에도 등판하게 됐다. 연속 투구를 하게 된 호시노는 꽤 좋은 피칭을 보였으나 타선의 지원을 받지 못해 다시 패전 투수가 됐다. 면모를 잃었다고 생각해 덕아웃에서 고개를 숙이고 있던 호시노에게 미즈하라는 살짝 손을 내밀었다. 미즈하라는 호시노에게 “잘 했다. 좋지 않은가. 프로의 세계에서는 당하면 나중에 갚아준다는 정신을 잊지 말아라. 그것이 사라지면 프로로서의 인생은 끝난 것이다. 오늘을 결코 잊지 말아라. 잘 했어”라고 말했다. 호시노는 “그 때 미즈하라가 악수를 해주었던 그 손의 따뜻함은 지금도 어제의 일처럼 기억하고 있다. 프로 정신의 나는 당시의 미즈하라가 가르쳐 주었다”라고 말했다.
또한 미즈하라는 도에이에 이어 주니치에서도 유니폼 디자인을 담당했다. 당시 메이저 리그에서는 선명한 유니폼이 인기가 없어졌는데 화려한 붉은 유니폼을 걸쳐서 일본팬들에게 충격을 준 세인트루이스 카디널스와 닮았다고 생각했지만 자신은 1950년 ~ 1951년 요미우리 구단도 전년도(1968년)에 붉은 유니폼은 실패했기 때문에 이를 대신해서 선명한 스카이 블루를 도입하고 빨간색은 극히 적게 사용했다. 더 나아가 메인 로고인 ‘Dragons’는 1966년까지 사용했던 로고와 비슷한 디자인이면서도 수염을 아래까지 늘어졌던 것을 로스앤젤레스 다저스처럼 머릿 글자 ‘D’ 밑에까지 늘린 것으로 변경했는데 이 유니폼은 그 후의 유니폼에도 이어지게 됐다.
1971년 10월 4일에 정규 시즌 종료와 함께 주니치 감독직에서 사임하겠다고 밝혀 야구 생활에 이별을 고했다. 미즈하라의 감독 마지막 날의 첫 경기 상대는 라이벌인 미하라가 이끄는 야쿠르트 아톰스였다. 이 경기에 미즈하라의 주니치는 승리하여 1971년 야쿠르트와의 상대 전적을 12승 2무 12패로 무승부를 거두었다. 두 번째 경기였던 다이요 웨일스와의 경기 종료 후 미즈하라는 선수들로부터 헹가래를 받았다.

### 말년
도에이에서 퇴단한 1968년과 주니치 감독직에서 사임한 1972년 이후에는 도쿄 방송(현재의 TBS 방송·TBS 라디오)의 전속 야구 해설자 및 야구 평론가로 활동했으며, 1977년에 일본 야구 전당에 헌액됐다.
1978년 10월 TV 아사히의 뉴스 프로그램에서 우승을 놓친 요미우리에 대해 “패인은 나가시마의 지휘봉에 실수가 있다. 올해 나가시마의 야구를 보고 있으면 그는 ‘야구를 모르는 것이 아닐까’하는 생각이 든다”라고 발언해 그 때까지 금기시되고 있던 나가시마에 대한 비판을 처음으로 했다.
1982년 1월 26일, 그 해에 출범을 앞둔 한국프로야구에 대한 조언을 하기 위해 나가시마 시게오, 하리모토 이사오와 함께 대한민국을 방문했다. 하지만 2월 경에 각혈로 병원에 입원, 3월 26일에 간부전으로 도쿄도 신주쿠구의 도쿄 여자의과대학 병원에서 사망했다(향년 73세). 장례식은 1947년에 현역 생활 도중 장티푸스로 급서해 등번호 ‘4’가 영구 결번이 됐던 구로사와 도시오에 이어 역대 두 번째로 요미우리 자이언츠의 구단장으로 치러졌다.

## 선수로서의 특징
3루수로서 깊은 수비 위치에서의 폭넓은 수비 범위를 자랑하는 한편 강한 어깨와 손목을 활용한 정확하고 재빠른 송구로 깊게 수비 위치를 잡아도 1루에서 주자를 잡을 수 있었다. 또한 3루 앞에 굴러가는 느린 땅볼을 전진해서 맨손으로 잡고 그대로 언더핸드로 1루에 던져 간발의 차로 타자 주자를 잡는 플레이도 보여줬다. 이는 다카마쓰 상업학교 재학 시절 당시 게이오기주쿠 대학 야구부 감독이었던 고시모토 히사시의 지도를 받았고 미국 원정에서 현지 선수가 3루 선상에서의 데굴데굴 구르는 땅볼을 맨손으로 잡거나 하는 것을 보면서 그대로 실행에 옮겼다고 한다.
타격은 손목이 강했던 탓인지 허리로 치기보다는 손으로 치는 편이었다.

## 에피소드
- 일본에 메이저 리그의 원 포인트 릴리프의 개념과 블록 사인을 처음으로 도입한 인물이다. 당시 대부분의 감독들은 3루나 1루의 코치 박스에서 지휘를 하는 일이 많았는데 호시노 센이치는 한 프로그램에서 미즈하라에 대한 추억을 말하는 가운데 “미즈하라는 아버지니까 그런 블록 사인은 그림이 됐다”라고 말했다. 참고로 감독 취임 이후 등번호는 ‘30’번을 달고 있었던 시기가 길었지만 도에이 감독 시절의 마지막 해는 ‘81’번을 달았고 주니치 감독 시절에 최초로 2년 간은 ‘68’번으로 변경했다. 주니치의 감독 시절에 3루 코치는 전속 코치에게 일임했고 마지막 시즌에는 ‘30’번을 다시 등번호로 가져와 최종 경기에서 도에이의 감독 시절 이래 주니치에서 처음으로 3루 코치에 서 있었다고 한다.

- 요미우리의 감독으로 재임하던 중에 일시적으로 ‘미즈하라 시게루’(水原茂)에서 ‘미즈하라 노부시게’(水原円裕)로 개명했는데 원래의 성은 ‘다케하라’(竹原)라고 말하며 어린 시절에 부모가 이혼하고 새 아버지가 들어와 그 성인 ‘미즈하라’로 바뀌었다는 이야기가 미즈하라의 사후 닛폰 TV의 한 프로그램에 소개됐다. 또한 생전의 인터뷰를 담은 VTR에서 “야구가 없었다면, 이렇게 말하는 불우한 가정 환경이었기 때문에 놓치고 있었을 지도 모른다”라고 밝혔다.

- 나니와 상업고등학교(현: 오사카 체육대학 부속 나미쇼 고등학교)에서 감독을 역임한 나카지마 하루오와는 시베리아 억류 시절에 포로 수용소에서부터 함께한 사이로 전후 당시 학교에서 제적(나카지마 본인은 이전에 퇴임)을 당한 하리모토 이사오를 중퇴시켜 요미우리에 스카우트를 시도하려는 일이 있었다. 하지만 하리모토의 형이 “프로는 언제라도 갈 수 있지만 학교를 졸업하고 가는 것이 좋다”라고 설득하여 고등학교를 졸업한 후 도에이에 입단하게 됐다. 이후 미즈하라가 도에이에 감독으로 취임하자 다시 만나게 됐고 이후 20여년이 흘러 미즈하라가 평론가 시절에 트레이드로 원래 입단하려던 요미우리로 이적하게 됐다. 참고로 하리모토를 방출할 당시 닛폰햄(도에이의 후신)의 사장이 바로 미하라였는데 미하라는 당시의 구단주였던 오코소 요시노리와 함께 미즈하라 시대의 주력 선수[주 5]들을 방출하는 움직임을 보이고 있었고 하리모토 본인이 이적을 희망하고 있었다는 사정도 있다.[24]

- 쌀밥을 먹지 않는 것으로 유명하며 지방 원정을 가면 아침부터 맥주에다 노른자 두 개를 넣은 뒤 섞어 마신다. 낮에는 소바 등을 가볍게 먹고 밤에는 술안주를 기댄 채로 오로지 술을 마셨다.[25]

## 가족 관계
- 게이오기주쿠 대학 야구부 시절에 여배우 다나카 키누요와 연애 관계에 있었고, 당시 언론에서도 큰 화제를 모았다. 다나카가 미즈하라의 팬으로 어떻게든 꼭 만나고 싶다는 다나카로부터 연락이 와서 진구가이엔에서의 첫 만남이 이뤄졌다고 한다.[26]

- 부인은 전쟁 영화에 출연했던 여배우 마쓰이 준코이며, 1934년에 결혼했다.[27]

## 상세 정보

### 출신 학교
- 구제 가가와 현립 다카마쓰 상업학교(현: 가가와 현립 다카마쓰 상업고등학교)
- 구제 게이오기주쿠 대학

### 선수 경력
- 도쿄 교진군·요미우리 자이언츠(1936년 ~ 1942년, 1950년)

### 지도자·기타 경력
- 요미우리 자이언츠 감독(1950년 ~ 1960년)
- 도에이 플라이어스 감독(1961년 ~ 1967년)
- 주니치 드래건스 감독(1969년 ~ 1971년)

### 수상·타이틀 경력
- MVP : 1회(1942년)
- 베스트 나인 : 1회(1940년)
- 일본 야구 전당 헌액자(1977년)

### 등번호
- 19(1936년 ~ 1942년)
- 50(1949년)
- 30(1950년 ~ 1966년, 1971년)
- 81(1967년)
- 68(1969년 ~ 1970년)

### 등록명
- 水原 茂(1936년 ~ 1954년, 1960년 ~ 1971년)
- 水原 円裕(1955년 ~ 1959년)

### 연도별 타격 성적
| 연 도       | 소 속                | 경 기 | 타 석 | 타 수 | 득 점 | 안 타 | 2 루 타 | 3 루 타 | 홈 런 | 루 타 | 타 점 | 도 루 | 도 루 자 | 희 생 번 | 희 생 플 | 볼 넷 | 고 4 | 사 구 | 삼 진 | 병 살 타 | 타 율 | 출 루 율 | 장 타 율 | O P S |
| ----------- | -------------------- | ----- | ----- | ----- | ----- | ----- | ------- | ------- | ----- | ----- | ----- | ----- | -------- | -------- | -------- | ----- | ---- | ----- | ----- | -------- | ----- | -------- | -------- | ----- |
| 1936년 추계 | 도쿄 교진군 요미우리 | 16    | 66    | 62    | 3     | 14    | 2       | 0       | 0     | 16    | 7     | 1     | --       | 1        | --       | 3     | --   | 0     | 7     | --       | .226  | .262     | .258     | .520  |
| 1937년 춘계 | 도쿄 교진군 요미우리 | 56    | 260   | 218   | 32    | 55    | 11      | 2       | 1     | 73    | 18    | 17    | --       | 5        | --       | 33    | --   | 4     | 14    | --       | .252  | .361     | .335     | .696  |
| 1937년 추계 | 도쿄 교진군 요미우리 | 48    | 221   | 176   | 39    | 51    | 10      | 4       | 3     | 78    | 31    | 12    | --       | 5        | --       | 38    | --   | 1     | 7     | --       | .290  | .419     | .443     | .862  |
| 1938년 춘계 | 도쿄 교진군 요미우리 | 34    | 149   | 120   | 19    | 24    | 4       | 0       | 0     | 28    | 13    | 5     | --       | 2        | --       | 23    | --   | 4     | 6     | --       | .200  | .347     | .233     | .580  |
| 1938년 추계 | 도쿄 교진군 요미우리 | 29    | 110   | 91    | 14    | 22    | 3       | 1       | 2     | 33    | 9     | 2     | --       | 1        | --       | 18    | --   | 0     | 8     | --       | .242  | .367     | .363     | .730  |
| 1939년      | 도쿄 교진군 요미우리 | 96    | 446   | 358   | 61    | 86    | 13      | 3       | 2     | 111   | 40    | 15    | --       | 4        | 2        | 78    | --   | 3     | 26    | --       | .240  | .380     | .310     | .690  |
| 1940년      | 도쿄 교진군 요미우리 | 86    | 384   | 332   | 42    | 79    | 9       | 3       | 1     | 97    | 22    | 9     | --       | 6        | 1        | 43    | --   | 2     | 16    | --       | .238  | .329     | .292     | .621  |
| 1941년      | 도쿄 교진군 요미우리 | 86    | 415   | 340   | 44    | 86    | 11      | 1       | 3     | 108   | 27    | 6     | --       | 1        | --       | 71    | --   | 3     | 13    | --       | .253  | .386     | .318     | .704  |
| 1942년      | 도쿄 교진군 요미우리 | 65    | 298   | 258   | 32    | 58    | 10      | 2       | 0     | 72    | 16    | 2     | 3        | 2        | --       | 38    | --   | 0     | 8     | --       | .225  | .324     | .279     | .603  |
| 1950년      | 도쿄 교진군 요미우리 | 7     | 6     | 5     | 1     | 1     | 0       | 0       | 0     | 1     | 1     | 0     | 0        | 0        | --       | 1     | --   | 0     | 1     | 0        | .200  | .333     | .200     | .533  |
| 통산 : 8년  | 통산 : 8년           | 523   | 2355  | 1960  | 287   | 476   | 73      | 16      | 12    | 617   | 184   | 69    | 3        | 27       | 3        | 346   | --   | 17    | 106   | 0        | .243  | .361     | .315     | .676  |

- 굵은 글씨는 시즌 최고 성적.
- 도쿄 교진군은 1947년 요미우리(요미우리 자이언츠)로 구단명을 변경함.

### 연도별 투수 성적
| 연 도       | 소 속       | 등 판 | 선 발 | 완 투 | 완 봉 | 무 4 구 | 승 리 | 패 전 | 세 이 브 | 홀 드 | 승 률 | 타 자 | 이 닝 | 피 안 타 | 피 홈 런 | 볼 넷 | 고 4 | 몸 맞 | 탈 삼 진 | 폭 투 | 보 크 | 실 점 | 자 책 점 | 평 자 책 | W H I P |
| ----------- | ----------- | ----- | ----- | ----- | ----- | ------- | ----- | ----- | -------- | ----- | ----- | ----- | ----- | -------- | -------- | ----- | ---- | ----- | -------- | ----- | ----- | ----- | -------- | -------- | ------- |
| 1938년 춘계 | 도쿄 교진군 | 1     | 0     | 0     | 0     | 0       | 0     | 0     | --       | --    | ----  | 11    | 2.0   | 3        | 0        | 3     | --   | 0     | 1        | 0     | 0     | 4     | 4        | 18.00    | 3.00    |
| 1938년 추계 | 도쿄 교진군 | 11    | 11    | 6     | 1     | 0       | 8     | 2     | --       | --    | .800  | 327   | 82.0  | 46       | 4        | 37    | --   | 2     | 44       | 0     | 0     | 25    | 16       | 1.76     | 1.01    |
| 통산 : 1년  | 통산 : 1년  | 12    | 11    | 6     | 1     | 0       | 8     | 2     | --       | --    | .800  | 338   | 84.0  | 49       | 4        | 40    | --   | 2     | 45       | 0     | 0     | 29    | 20       | 2.14     | 1.06    |

### 연도별 감독 성적
| 연도        | 소속        | 등번호      | 순위        | 경기 | 승리 | 패전 | 무승부 | 승률 | 승차                          | 팀 홈런                       | 팀 타율                       | 팀 평균자책점                 | 연령                          |
| ----------- | ----------- | ----------- | ----------- | ---- | ---- | ---- | ------ | ---- | ----------------------------- | ----------------------------- | ----------------------------- | ----------------------------- | ----------------------------- |
| 1950년      | 요미우리    | 30          | 3위         | 140  | 82   | 54   | 4      | .603 | 17.5                          | 126                           | .268                          | 2.90                          | 41세                          |
| 1951년      | 요미우리    | 30          | 1위         | 114  | 79   | 29   | 6      | .731 | -                             | 92                            | .291                          | 2.62                          | 42세                          |
| 1952년      | 요미우리    | 30          | 1위         | 120  | 83   | 37   | 0      | .692 | -                             | 77                            | .292                          | 2.45                          | 43세                          |
| 1953년      | 요미우리    | 30          | 1위         | 125  | 87   | 37   | 1      | .702 | -                             | 80                            | .283                          | 2.48                          | 44세                          |
| 1954년      | 요미우리    | 30          | 2위         | 130  | 82   | 47   | 1      | .636 | 5.5                           | 88                            | .271                          | 2.38                          | 45세                          |
| 1955년      | 요미우리    | 30          | 1위         | 130  | 92   | 37   | 1      | .713 | -                             | 84                            | .266                          | 1.75                          | 46세                          |
| 1956년      | 요미우리    | 30          | 1위         | 130  | 82   | 44   | 4      | .646 | -                             | 100                           | .258                          | 2.08                          | 47세                          |
| 1957년      | 요미우리    | 30          | 1위         | 130  | 74   | 53   | 3      | .581 | -                             | 93                            | .241                          | 2.39                          | 48세                          |
| 1958년      | 요미우리    | 30          | 1위         | 130  | 77   | 52   | 1      | .596 | -                             | 101                           | .253                          | 2.37                          | 49세                          |
| 1959년      | 요미우리    | 30          | 1위         | 130  | 77   | 48   | 5      | .612 | -                             | 117                           | .245                          | 2.54                          | 50세                          |
| 1960년      | 요미우리    | 30          | 2위         | 130  | 66   | 61   | 3      | .519 | 4.5                           | 106                           | .229                          | 3.09                          | 51세                          |
| 1961년      | 도에이      | 30          | 2위         | 140  | 83   | 52   | 5      | .611 | 2.5                           | 108                           | .264                          | 2.39                          | 52세                          |
| 1962년      | 도에이      | 30          | 1위         | 133  | 78   | 52   | 3      | .600 | -                             | 85                            | .252                          | 2.42                          | 53세                          |
| 1963년      | 도에이      | 30          | 3위         | 150  | 76   | 71   | 3      | .517 | 10.5                          | 114                           | .236                          | 3.02                          | 54세                          |
| 1964년      | 도에이      | 30          | 3위         | 150  | 78   | 68   | 4      | .534 | 5.5                           | 100                           | .250                          | 2.95                          | 55세                          |
| 1965년      | 도에이      | 30          | 2위         | 140  | 76   | 61   | 3      | .555 | 12                            | 107                           | .240                          | 2.88                          | 56세                          |
| 1966년      | 도에이      | 30          | 3위         | 136  | 70   | 60   | 6      | .538 | 9                             | 91                            | .256                          | 2.75                          | 57세                          |
| 1967년      | 도에이      | 81          | 3위         | 134  | 65   | 65   | 4      | .500 | 10                            | 97                            | .260                          | 3.19                          | 58세                          |
| 1969년      | 주니치      | 68          | 4위         | 130  | 59   | 65   | 6      | .476 | 14                            | 145                           | .231                          | 3.11                          | 60세                          |
| 1970년      | 주니치      | 68          | 5위         | 130  | 55   | 70   | 5      | .440 | 23.5                          | 118                           | .234                          | 3.20                          | 61세                          |
| 1971년      | 주니치      | 30          | 2위         | 130  | 65   | 60   | 5      | .520 | 6.5                           | 127                           | .226                          | 2.97                          | 62세                          |
| 통산 : 21년 | 통산 : 21년 | 통산 : 21년 | 통산 : 21년 | 2782 | 1586 | 1123 | 73     | .585 | A클래스 : 19회, B클래스 : 2회 | A클래스 : 19회, B클래스 : 2회 | A클래스 : 19회, B클래스 : 2회 | A클래스 : 19회, B클래스 : 2회 | A클래스 : 19회, B클래스 : 2회 |

- 순위에서 굵은 글씨는 일본 시리즈 우승.

1. 1953년부터 1960년, 1962년, 1966년부터 1996년까지는 130경기제.
2. 1961년과 1965년에는 140경기제.
3. 1963년부터 1964년까지는 150경기제.
4. 1960년에는 사진 기자 폭행 사건으로 근신 처분을 받았기 때문에 가와카미 데쓰하루가 10월 3일과 10월 5일에 감독 대행을 맡음[28]

## 관련 정보

### 출연 프로그램
- 사무라이 프로 야구(TBS 텔레비전에서 방송하고 있는 프로 야구 중계의 제목)
- TBS 라디오 익사이트 베이스볼(TBS 라디오)
- 미즈하라 시게루 프로 야구 코너(TBS 방송)

### 주해
1. ↑  미하라는 1947년에 총감독이라는 직함으로 팀에 복귀하였지만 명목상 감독은 1946년에 복귀한 이후부터 취임한 나카지마 하루야스(내야수)였다. 그러나 복귀한 1947년 시즌 도중부터 팀의 지휘는 미하라가 맡고 있었다.
2. ↑  “때린 것이 아니라 불이 붙은 담배를 던졌을 뿐”이라는 기자의 증언도 있다. 참고로 소동을 알고 필름을 거론한 것은 히로오카 다쓰로였다.
3. ↑  1967년 올스타전부터 프런트 주도로 원정용에서만 디자인 변경이 이루어졌다.
4. ↑  1967년부터 1968년 시즌 도중까지는 다저스와 같은 서체로 수염이 긴 로고를 사용하고 있었다.
5. ↑  그 외에 오스기 가쓰오, 백인천, 오시타 쓰요시 등도 있다.

### 출전
1. ↑  加藤三明. “三田評論”. 慶応義塾. 2013년 7월 17일에 원본 문서에서 보존된 문서. 2015년 9월 13일에 확인함.
2. 1 2 3  《日本プロ野球 歴代名選手名鑑》 [일본 프로 야구 역대 명선수 명감]. 恒文社. 1994. 166쪽.
3. ↑  千葉茂 (1984). 《巨人軍の男たち》 [교진군의 남자들]. 東京スポーツ新聞社. 32쪽.
4. 1 2 3  《プロ野球トラブルの歴史》 [프로 야구 트러블의 역사]. 45쪽.
5. 1 2 3  ベースボールマガジン. 《東映フライヤーズ暴れん坊伝説》 [도에이 플라이어스 난폭한 전설]. 《ベースボールマガジン別冊夏祭号》 (베이스볼 매거진사). 54쪽.
6. ↑  《プロ野球トラブルの歴史》 [프로 야구 트러블의 역사]. 46쪽.
7. ↑  “巨人・原監督　球団ワースト記録の日本シリーズ９連敗”. 《산케이 스포츠》. 2020년 11월 25일에 확인함.
8. 1 2  히로오카 다쓰로 저 《요미우리에게의 유언: 프로 야구 살아남는 길》, p.54-55
9. ↑  “1961年から67年東映フライヤーズ”. 2016년 7월 8일에 원본 문서에서 보존된 문서. 2017년 1월 21일에 확인함.
10. 1 2  ベースボールマガジン. 《東映フライヤーズ暴れん坊伝説》 [도에이 플라이어스 난폭한 전설]. 《ベースボールマガジン別冊夏祭号》 (베이스볼 매거진사). 10–11쪽.
11. ↑  ベースボールマガジン. 《東映フライヤーズ暴れん坊伝説》 [도에이 플라이어스 난폭한 전설]. 《ベースボールマガジン別冊夏祭号》 (베이스볼 매거진사). 38쪽.
12. 1 2  ベースボールマガジン. 《東映フライヤーズ暴れん坊伝説》 [도에이 플라이어스 난폭한 전설]. 《ベースボールマガジン別冊夏祭号》 (베이스볼 매거진사). 39쪽.
13. ↑  ベースボールマガジン. 《東映フライヤーズ暴れん坊伝説》 [도에이 플라이어스 난폭한 전설]. 《ベースボールマガジン別冊夏祭号》 (베이스볼 매거진사). 17쪽.
14. ↑  《張本勲の喝、連載29回、短期決戦の行方は監督の眼力と采配、言葉の力が左右する》. 《週刊ベースボール》 (베이스볼 매거진사). 98쪽.
15. ↑  異郷の捕手・白仁天、20年の波乱と流転。もっとも語り継がれる“事件”とは／プロ野球20世紀・不屈の物語【1962～81年】 - 週刊ベースボール
16. ↑  “一打無敵”のご意見番が球界を斬る 張本勲の喝!!張本勲コラム「守備の要とも言うべき二遊間。華麗だった阪神の鎌田-吉田、東映の大下-大橋も絶妙だった」 - 週刊ベースボール
17. ↑  《야큐코조 8월호 2012》, 뱌쿠야쇼보, p.175
18. ↑  《야큐코조 6월호 2012》, 뱌쿠야쇼보, p.193
19. ↑  野球太郎No.053 2024ドラフト総決算&2025大展望号 (バンブームック) 竹書房、2024年、伝説のプロ野球選手に会いに行く~谷沢健一(元中日ドラゴンズ)、234頁
20. ↑  日야구理論家 水原씨등 來韓 "韓國프로야구탄생 韓日교량역할할것" - 동아일보, 1982년 1월 26일
21. ↑  日 프로야구원로 水原茂 숙환死亡 - 동아일보, 1982년 3월 30일
22. ↑  “史上初の大調査 著名人100人が最後に頼った病院 あなたの病院選びは間違っていませんか”. 겐다이 비즈니스. 2011년 8월 17일. 2022년 4월 3일에 원본 문서에서 보존된 문서. 2019년 12월 23일에 확인함.
23. ↑  青田昇 (1994). 《サムライ達のプロ野球》 [사무라이들의 프로 야구]. ぱる出版. 110쪽.
24. ↑  《프로 야구 트레이드사Ⅱ》(베이스볼 매거진사, 1991년).
25. ↑  別所毅彦 (1989). 《剛球唸る！ - 栄光と熱投の球譜 （野球殿堂シリーズ）》. ベースボール・マガジン社. 112쪽.
26. ↑  千葉茂 (1984). 《巨人軍の男たち》 [교진군의 남자들]. 東京スポーツ新聞社. 33쪽.
27. ↑  《일본 영화 인명 사전 - 여배우 편(하)》(키네마준포샤, 1995년)의 ‘마쓰이 준코’ 항목(p.554) 참조(집필자는 모리우치 마사시).
28. ↑  川相“監督代行”で一丸１勝　１点差制す - 닛칸 스포츠, 2014년 5월 6일